# Soyaux
Soyaux là một xã thuộc tỉnh Charente trong vùng Nouvelle-Aquitaine tây nam nước Pháp. Xã này có độ cao trung bình 161 mét trên mực nước biển.
Tại đây có Sentier botanique de Soyaux.